# Michael Schäfer (Politiker, 1982)
Michael Schäfer (* 30. September 1982 in Wernigerode) ist ein ehemaliger deutscher Politiker (NPD). Von Oktober 2007 bis zum Oktober 2012 war er Bundesvorsitzender des NPD-Jugendverbandes Junge Nationaldemokraten (JN). Zudem war er Mitglied der militanten Kameradschaft Wernigeroder Aktionsfront und der in Deutschland tätigen European White Knights of the Ku Klux Klan. Eine Mitgliedschaft im Ku-Klux-Klan bestritt Schäfer öffentlich und erwirkte in diesem Zusammenhang eine Unterlassungserklärung gegen die Mitteldeutsche Zeitung wegen Falschbehauptungen.

## Politische Laufbahn
Schäfer war Mitglied der CDU und studierte Politikwissenschaft an der Martin-Luther-Universität Halle-Wittenberg. Sein Studium schloss er mit dem Magister Artium (M.A.) ab. Seit 2012 ist Schäfer Mitglied der Halle-Leobener Burschenschaft Germania. Nach seinem Übertritt zur NPD saß er als fraktionsloses Mitglied im Stadtrat von Wernigerode und war Fraktionsvorsitzender der NPD-Fraktion im Kreistag des Harzes. Mit den Kommunalwahlen in Sachsen-Anhalt 2014 schied Schäfer aus beiden Funktionen aus. Er kandidierte erfolglos über die Landesliste der NPD und als Direktkandidat für die NPD für den Landtag Sachsen-Anhalt.
Im Oktober 2007 wurde Schäfer zum Bundesvorsitzenden der JN gewählt. Im Dezember des gleichen Jahres kündigte er eine Intensivierung der Bildungsarbeit und die Gründung eines Nationalen Bildungskreises (NBK) an, um die NPD-Hochschulorganisation Nationaldemokratischer Hochschul-Bund überflüssig zu machen. Während seiner Amtszeit bemühte sich die Bundesführung der JN, die Organisation weiter auszubauen. Er selbst betonte zwar die Selbständigkeit der JN zur NPD; für Landtagswahlen wurde dies aber auch zurückgestellt. Er erstrebte dabei vor allem die Zusammenarbeit mit „freien Kräften“. Er fiel 2009 unter anderem durch eine besonders aggressive Wortwahl bei einer Demonstration von etwa 1.350 Rechtsextremisten in Leipzig auf.
Schäfers Amtszeit endete mit der Wahl seines vormaligen Stellvertreters, Andy Knape, zum neuen Bundesvorsitzenden im Oktober 2012.
Laut einer Verlautbarung vom Juni 2015 ist er mittlerweile kein Mitglied in einer politischen Partei mehr. 2017 betätigte er sich als Referent für die Desiderius-Erasmus-Stiftung der AfD.
Im Juli 2018 organisierte der AfD-Bundestagsabgeordnete Frank Pasemann über sein Abgeordnetenbüro eine Veranstaltung in den Räumen des Deutschen Bundestages mit Philip Stein als Referenten. Thema der Veranstaltung unter dem Titel „Linke Förderstrukturen und der neue ‚Kampf gegen Rechts‘“ waren „die verschiedenen, missbrauchsanfälligen Förderprogramme des Bundes“ zur Eindämmung des Rechtsradikalismus sowie „parlamentarische Gegenstrategien“ zur Abwehr jener Förderprogramme. Philip Stein brachte zwei seiner Meinung nach Experten, die ehemaligen Neonazi-Kader Michael Schäfer und Julian Monaco mit, die von Frank Pasemann in seiner Ansprache als eingeladene Freunde bezeichnet wurden. Zu der Veranstaltung mit dem Thema waren alle Abgeordneten der AfD-Bundestagsfraktion sowie deren Mitarbeiter eingeladen.
Schäfer betreibt in Dresden den Verlag Hydra-Comics und ist fester Mitarbeiter des vom Bundesamt für Verfassungsschutz als „gesichert rechtsextremistisch“ eingestuften Kampagnenprojekts Ein Prozent.

## Dokumentation
- Die Story im Ersten: Am rechten Rand, Eine Dokumentation von Jana Merkel und Michael Richter, auf ardmediathek.de vom 15. Oktober 2018, abgerufen am 22. Januar 2024